# Hefty Fine
Hefty Fine е четвъртият албум на амерканската фънк метъл група Bloodhound Gang, излязъл през 2005, пет години след предшественикът си Hooray for Boobies. Първоначално издаването му е насрочено за средата на 2003 година, но неколкократно е отлагано поради различни причини. Оригинално групата решава да кръсти албума Heavy Flow, но поради съвпадение на името с песен на американския поп изпълнител Моби заглавието е сменено на Hefty Fine, което се ражда случайно по време на разговор по телефона между Джими Поп и Люпус Тъндър. Звученето на албума е различно от това в предните два като тук значително преобладават синтезаторите и различни електронни ефекти, за сметка на обичайните скречове и хип-хоп забежки, които почти изцяло отсъстват. Като цяло стилът повече клони към синти поп рок отколкото към емблематичния за групата фънк метъл. Текстовата насока обаче остава непроменена, следвайки запазената марка на групата да шегува и пародира неприлични теми и табута. Пилотният сингъл Foxtrot Uniform Charlie Kilo, появил се на пазара два месеца преди излизането на албума, се превръща в поредния медиен успех на Bloodhound Gang, описвайки полов акт чрез различни оригинални метафори без употребата на нецензурни думи, а самото име на песента представлява интересна игра на думи – вземайки първата буква на всяка от думите в него се получава многозначителната абревиатура F.U.C.K. В парчето Something Diabolical, чийто бавен ритъм и готик звучене са леко необичайни за групата, като гост вокал взима участие фронтменът на финландската група H.I.M. Виле Вало. Песента Pennsylvania е предложена официално от самата група за нов химн на американския щат Пенсилвания, от където са и членовете на Bloodhound Gang, като за целта през август 2005 е пуснат специален сайт в който заинтересованите могат да прочетат повече подробности за самоинициативата, да чуят песента и да дадат своя глас. Заглавието на втория сингъл от албума Uhn Tiss Uhn Tiss Uhn Tiss представлява ономатопея на диско ритъм, а самата песен има изцяло диско звучене и пародира поп музиката.
В британската и японската версия на албума присъства и парчето Jackass, записано през 2001 година специално за едноименното предаване по MTV, но в крайна сметка не намерило място там.

## Песни
1. Strictly for the Tardcore – 0:08
2. Balls Out – 4:19
3. Foxtrot Uniform Charlie Kilo – 2:51
4. I'm the Least You Could Do – 3:58
5. Farting With a Walkman On – 3:26
6. Diarriah Runs in the Family – 0:23
7. Ralph Wiggum – 2:52
8. Something Diabolical – 5:10
9. Overhead in a Wawa Parking Lot – 0:04
10. Pennsylvania – 2:57
11. Uhn Tiss Uhn Tiss Uhn Tiss – 4:20
12. No Hard Feelings – 9:14

## Сингли
- Foxtrot Uniform Charlie Kilo (2005)
- Uhn Tiss Uhn Tiss Uhn Tiss (2005)

## Музиканти
- Джими Поп – вокали
- Люпус Тъндър – китари
- Джаред Хаселхоф – бас китара
- Уили The New Guy – барабани
- DJ Q-Ball – кийборд, синтезатори
- Виле Вало – гост-вокалист

## Персонал
- Ейвъри Липман – продуцент
- Торстен Кьониг – продуцент
- Монте Липман – продуцент
- Джордан Шур – продуцент
- Лес Скъри – координатор продукция
- Пол Орескан – продукт мениджър
- Адам Контис – записи
- Джейсън Пери – записи
- Адам Айан – мастеринг
- Холмс Хиберт – графичен дизайн, обложка, фотографии
- Нела Кьониг – фотографии
- Карлин Лангли – модел на обложката
- Наташа Торп